# 丁自勸
丁自劝（1577年—1630年），字茂淑，號化宇，又号岱东。山東承宣佈政使司青州府諸城縣（今諸城市）人。明朝政治人物。

## 生平
明神宗萬曆三十一年癸卯科舉人，三十二年聯捷甲辰科進士，初知山西襄陵县，擢南京工部营缮司主事，晉兵部車駕司员外郎，又升武库司郎中，累官直隸保定府（今河北省保定市）知府。以事被免官。后起用为潞安府推官，升工部虞衡司主事，榷南新关税。丁父憂，服除，補户部四川司主事，監兑杭州。崇禎三年（1630年）正月十七日卒于官，年五十四。

## 家族
曾祖丁珏。祖父圍溪公丁緯。父南陂公丁惟薦，母徐氏。嚴侍下。娶張氏。弟丁自奉、丁自玉，皆武进士。